# Petrarca Rugby 2015-2016

## Voci
- Campionato di Eccellenza di rugby a 15 2015-2016
- Trofeo Eccellenza 2015-2016